# Sütő István
Sütő István (Marosvásárhely, 1949. szeptember 29. – Marosvásárhely, 1987. január 26.) erdélyi magyar költő, újságíró.

## Életútja, munkássága
Középiskolai tanulmányai után építésztechnikumot végzett, majd a BBTE-n, magyar–angol szakon volt hallgató. Közben dolgozott Sepsiszentgyörgyön a Megyei Tükörnél, majd a városi művelődési háznál, és tanított egy falusi iskolában. Hazatérve Marosvásárhelyre, színházi segédmunkás.
Első versei 1971–72-ben az Ifjúmunkásban és az Igaz Szóban jelentek meg, Forrás-kötetét a montázs, a kihagyásos technika alkalmazása, a központozás hiánya teszi egységes egésszé. Szubjektív történelmet idéz fel és teremt újra egy képzeletbeli fényképalbum alakjainak felidézésével. Kötete lírai és epikai elemek ötvözete. Az epikai elem további köteteiben is nyomon követhető, ahogy hű marad a montázstechnikához és a tárgyiassághoz is. Második kötete már-már epikai kompozíciót mutat, az időrendiség felbontása révén sajátos kronológiát alakít ki, prózai ihletettségű, de szubjektivitása folytán lírai mégis. Posztumusz kötetében újabb legendákat teremt, a Vátesz szerepét ölti magára, sajátos időszemlélet, asszociatív szerkesztői technika, vallomásos jelleg jellemzi.

## Verskötetei
- Arcfogyatkozás. Versek (Bukarest, 1981 = Forrás)
- Nagy családi album. Versek (Bukarest, 1983)
- „én, Dániel”. Versek (Bukarest, 1987)
- Utazások álruháért. Összegyűjtött versek; szöveggond. Markó Enikő; Mentor, Marosvásárhely, 2004
- Válogatott versek; vál., szerk. Lövétei Lázár László; Székelyföld Alapítvány, Csíkszereda, 2018 (Székely könyvtár)